# Homalotylus sinensis
Homalotylus sinensis är en stekelart som beskrevs av Xu och He 1997. Homalotylus sinensis ingår i släktet Homalotylus och familjen sköldlussteklar. Inga underarter finns listade i Catalogue of Life.